# ブラブラバンバン
『ブラブラバンバン』は、柏木ハルコによる日本の漫画作品、および、それを原作とした日本映画。高校の吹奏楽部を舞台としている。タイトルからブラスバンドを想起させるが、楽団の編成は吹奏楽である（日本においては、世間一般的な認識・用法として、戦前から、いわゆる吹奏楽団、特に学校や職場もしくは市民団体などのアマチュア吹奏楽団を指して、「ブラスバンド」と言うことがある）。

## 漫画
『週刊ヤングサンデー』（小学館）にて、1999年から2000年にかけて連載された。単行本は全5巻。

## 映画
2008年3月15日公開。主演は国民的美少女コンテスト出身で歌手の安良城紅。

### ストーリー
初恋の人に告白したが、あっさりとフラれてしまった中学3年生の白波瀬歩（福本有希）。トボトボと夜道を歩いていると、ホルンの音色が聞こえてくる。うっとりした表情で『ボレロ』を演奏するその女性に合わせて、白波瀬がトランペットを吹くと、なんとその女性は空へと舞い上がっていった。
4月。県立根戸ヶ谷高校に入学した白波瀬は、放課後、音楽室で『ボレロ』を奏でるあの女性に再び出会う。惹き込まれるようにトランペットを吹き始める白波瀬。メロディが最高潮に達すると、彼女は白波瀬に飛びかかり、制服のボタンを引きちぎり白波瀬を裸にしてしまう。翌日、白波瀬と同じ新入生の八田が吹奏楽部への勧誘を行っていると、昨日の彼女が近づいてきた。彼女の名は芹生百合子（安良城紅）といい、白波瀬の1年先輩であった。芹生は心地よい音楽を聞くと人並み以上に気分が高揚し、人格が変わってしまうという特異体質らしい。それが本当なのか試してみようと、吹奏楽部はコンクール出場を目指すことになる。部員の神野さくらが地区コンクール用に選んだ曲は『タブー』。ホルンのパートがない曲のため、芹生が指揮者となり、急ごしらえの吹奏楽部員たちが集まって練習を始める。
コンクール当日。ステージ上で指揮棒を振っていた芹生のドレスがズリ落ちてしまうというハプニングが発生するも、繰り上げで予選を突破。夏の県予選の出場が決定する。自由曲『ダッタン人の踊り』の練習に励む部員たちだったが、なかなか芹生を高揚させるような演奏ができずにいた。
そんなある日、芹生の服が脱げた事件を知った合唱部の顧問から、活動休止とコンクールへの出場停止を告げられる。コンクール目前のある日、練習に参加せず部屋のベッドで寝転んでいた芹生の耳に『ボレロ』が聞こえてくる。それは白波瀬や八田たちが丘の上から芹生のために演奏している音楽だった。芹生は、再びステージに上がることを決意する。

### キャスト
県立根戸ヶ谷高校
- 芹生百合子：安良城紅 - ホルン、指揮
- 白波瀬歩：福本有希 - トランペット
- 村雨亮：岡田将生 - トランペット
- 八田正一：足立理 - クラリネット、部代表。
- 神野さくら：近野成美 - パーカッション
- 橘梨花：徳永えり - テナー・サキソフォン
- 手島：藤村俊二 - 吹奏楽部顧問。英語部と放送部の顧問を兼任。
- さとう珠緒 - 合唱部顧問。

私立美ヶ丘高校
- 小島裕也：若葉竜也  - トロンボーン
- 北原由美子：南明奈
- 宇崎竜童 - 吹奏楽部顧問。

- 柳下大
- 芹生百合子の父親（故人）森本レオ - 県立楽団の指揮者であった。
- 芹生百合子の母親：原日出子 - 八百屋を営んでいる。
- 高谷あずさ

### スタッフ
- 監督：草野陽花
- 脚本：草野陽花、森田剛行
- 音楽監督：磯田健一郎
- 撮影：鈴木一博
- 照明：上妻敏厚
- 録音：吉田憲義
- 助監督：佐高美智代
- 美術：安宅紀史
- 原作：柏木ハルコ『ブラブラバンバン』（小学館）
- 製作プロダクション：トルネード・フィルム
- 製作：「ブラブラバンバン」製作委員会（トルネード・フィルム、ポニーキャニオン、ウェッジホールディングス、Yahoo! JAPAN、クオラス、ファミマ・ドット・コム）
- 配給：トルネード・フィルム
- 上映時間：93分

### 音楽
- 主題歌
  - 安良城紅『Mellow Parade』